# Thereuopoda clunifera
Thereuopoda clunifera är en mångfotingart som först beskrevs av Charles Thorold Wood 1862.  Thereuopoda clunifera ingår i släktet Thereuopoda och familjen spindelfotingar. Inga underarter finns listade i Catalogue of Life.